# Palotás
Palotás ist eine ungarische Gemeinde im Kreis Pásztó im Komitat Nógrád.

## Geografische Lage
Palotás liegt ungefähr 12 Kilometer südwestlich der Stadt Pásztó, an dem kleinen Fluss Bujáki-patak. Nachbargemeinden sind Héhalom, Egyházasdengeleg, Kisbágyon und Szarvasgede. Nördlich des Ortes liegt ein über 60 Hektar großer Stausee.

## Geschichte
Palotás wurde bereits 1075 urkundlich erwähnt.

## Söhne und Töchter der Gemeinde
- Pál Szpisják (* 1961), Bildhauer

## Sehenswürdigkeiten
- Römisch-katholische Kirche Szent Péter és Pál, erbaut 1743
- Stausee (víztározó)
- Szent-István-Statue (Szent István-szobor), erschaffen 2000 von Pál Szpisják
- Weltkriegsdenkmal (I. és II. világháborús emlékmű)

## Verkehr
Durch Palotás verläuft die Landstraße Nr. 2109. Die nächstgelegene Eisenbahnstation Apc-Zagyvaszántó befindet sich gut sechs Kilometer östlich.

## Bilder

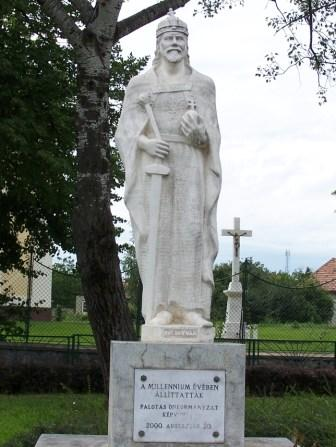
Szent-István-Statue
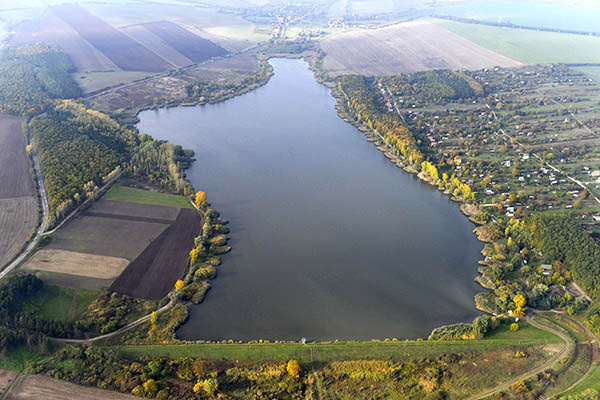
Blick auf den Stausee
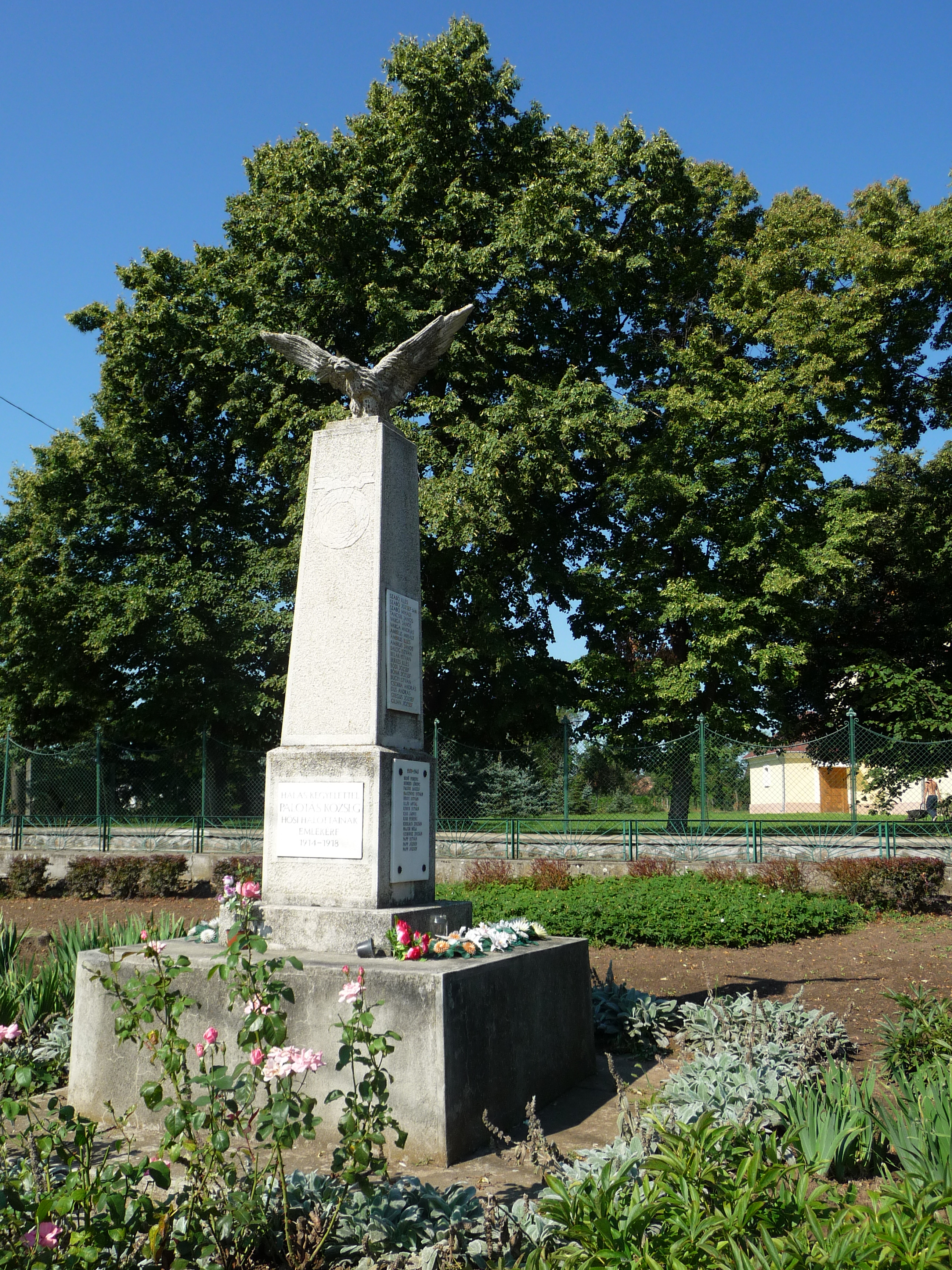
Weltkriegsdenkmal
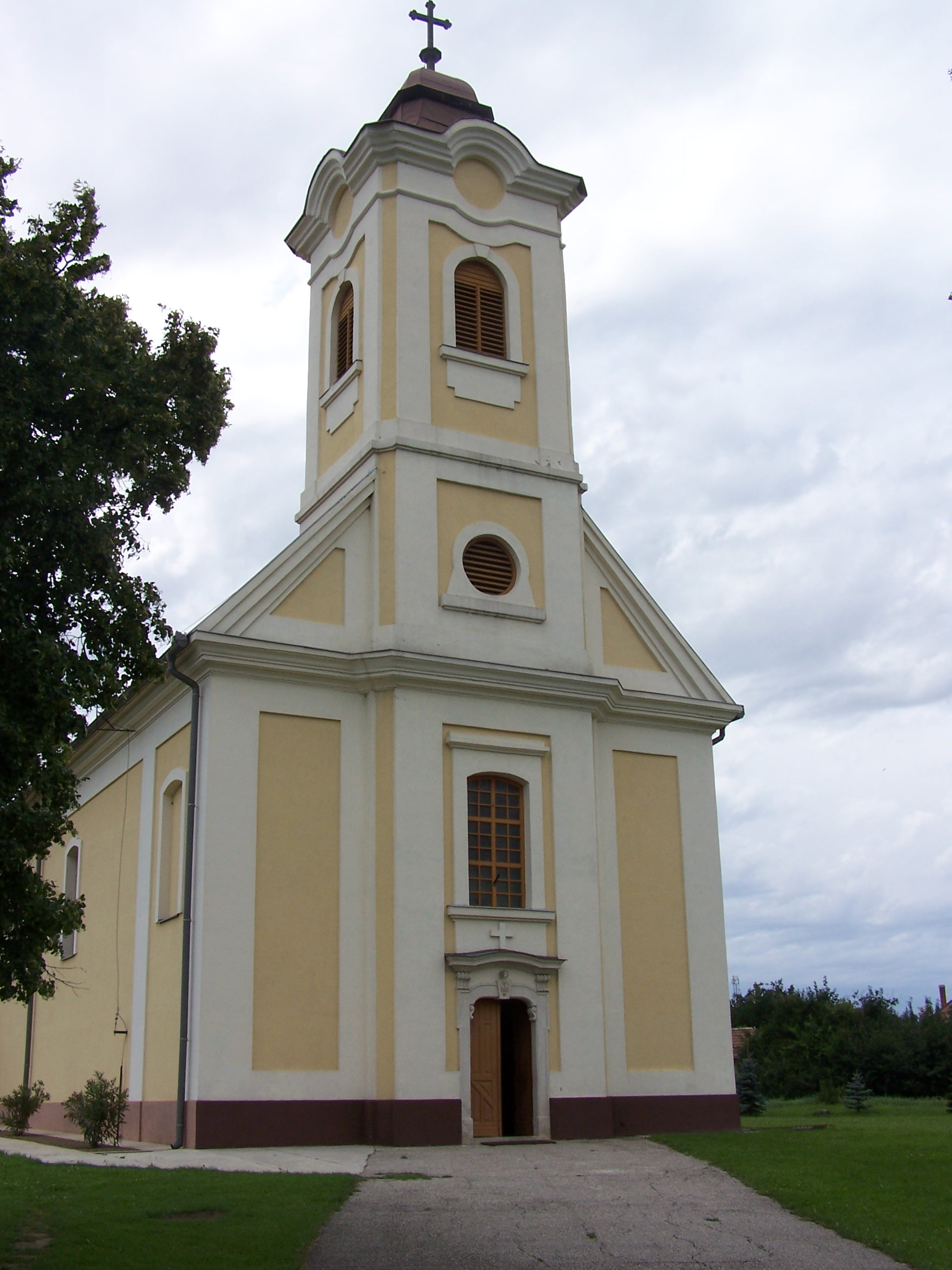
Röm.-kath. Kirche Szent Péter és Pál
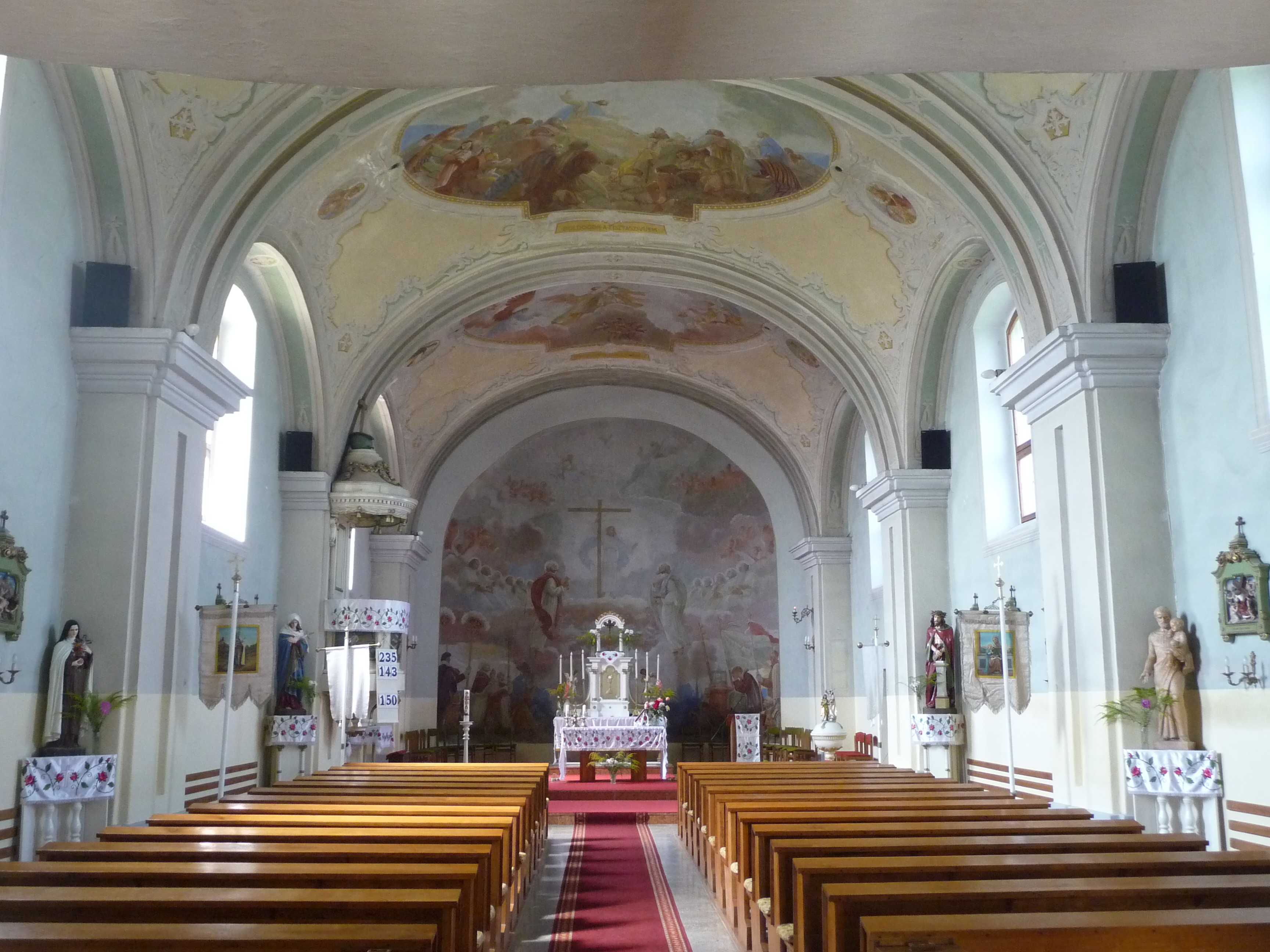
Innenraum der röm.-kath. Kirche
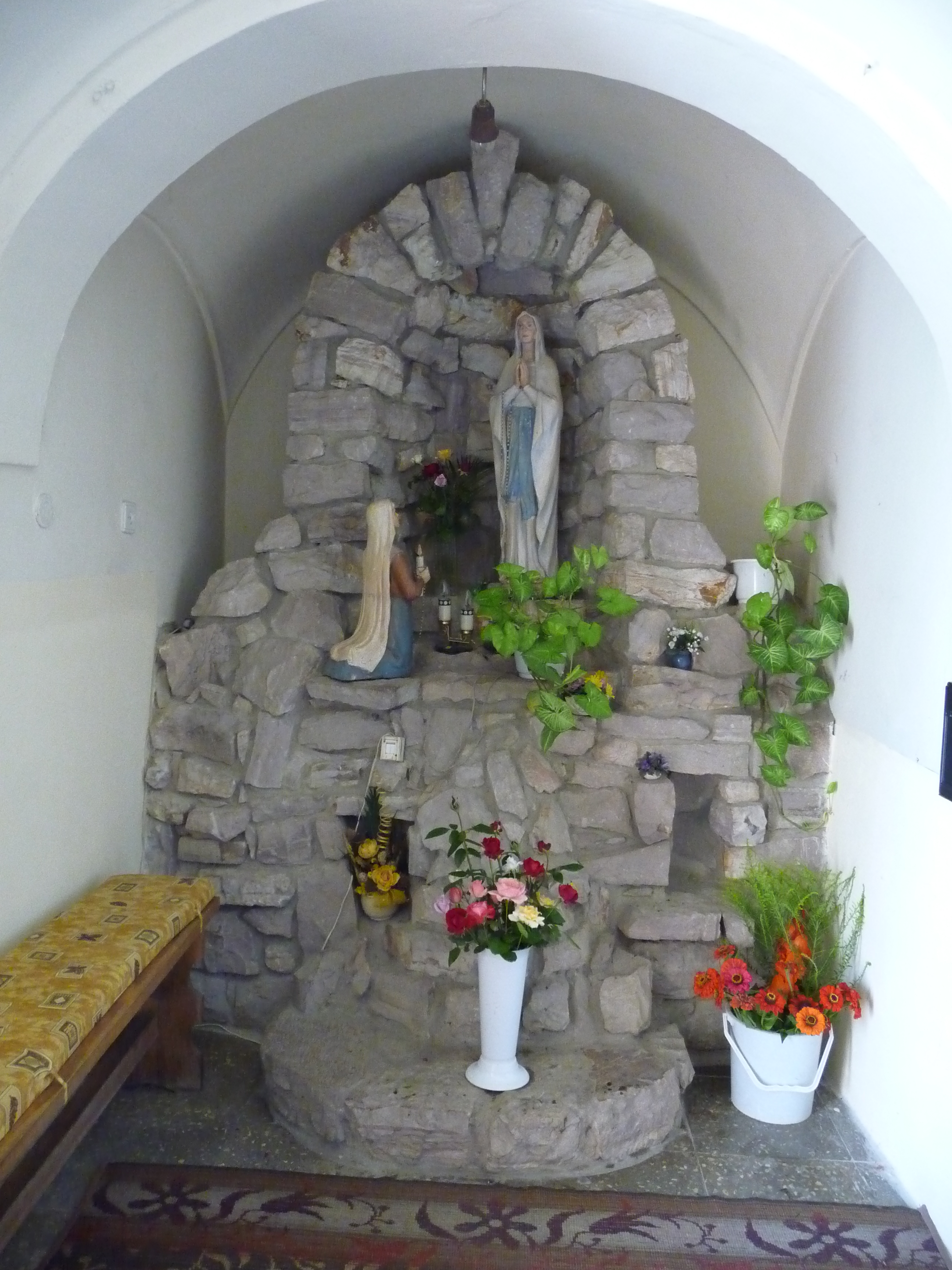
Nebenaltar in der röm.-kath. Kirche